# のろし (お笑いコンビ)
のろしは、かつて松竹芸能で活動していたお笑いコンビ。2003年8月に結成したが、2011年1月10日解散。

## メンバー
- けいち（1981年8月5日（43歳） - ）ツッコミ担当。立ち位置は向かって左。165cm/60kg、足のサイズ26.5cm、血液型はA型。
  - 本名は永田 敬壱（ながた けいいち）。
  - 静岡県袋井市出身。
  - 実家はガソリンスタンドを経営している。
  - のろし結成以前に「フレンチキッス」というコンビを組んでいたことがある。
  - 高校時代は野球部に所属。
  - 解散後は「ながた けいち」または「サンライズけいち」の芸名で、ピン芸人として活動していたが2015年2月末に引退した。引退後は実家のガソリンスタンドを継ぎ、現在は社長に就任している。

- 鈴木 ひろし（すずき ひろし、1981年9月21日（43歳） - ）ボケ・ネタ作り担当。立ち位置は向かって右。177cm/60kg、足のサイズ27.0cm、血液型はA型。
  - 本名はラッシャー板前と同じく鈴木 浩（読みは同じ）。
  - 大阪府大阪市天王寺区出身。
  - のろし結成以前に「リストバンドモンスター」というコンビを組んでいた。
  - 小学校の先生にジャニーズ入りを勧められたことがあるが、母の「いえ、この子は吉本に入れるんで」の一言でなかったことになった[1]。
  - 高校時代はサッカー部に所属。
  - 2007年第5回MBS新世代漫才アワードに出演中に42度の熱を出し、終了後に即入院した。
  - 忍たま乱太郎が好き。
  - のろし解散後、事務所の後輩であるピン芸人、しばがきと「THE放課後ライダー」を結成するも、2011年7月に解散。
  - 2011年8月から同じく事務所の後輩芸人、菊元春香とコンビを結成。当初コンビ名「ポリーバケッツ」[2]でスタート後、「キクモトスズキ」に改名したが、2013年解散（菊元は芸人を廃業）。
  - 2014年2月に、芸名を「鈴木ヒロシ」と改名し、ドイコータローと「アカラサマミキサー」を結成したが、2015年9月解散（ドイコータローは芸能界引退）。解散後、松竹芸能を離れ、フリーでピン芸人として活動を続ける。

## ネタ
- 漫才の最初に、けいちの腕を使って鈴木が逆上がりをするツカミがある。
- ふたりが馬や花火などの音マネをするツカミもある。
- 更にけいちが笑点好きのため、漫才のツカミは都都逸を多用し、オチは落語家風に締める。
  - ツカミ例
    - 「前歯が折れたら差し歯も良いけど、私はあんたがいれば（入れ歯）いい…」
    - 「お米を食べてる姿を見たとき、私はあんたにひとめぼれ…」
    - 「僕の彼女は料理人、僕の隣に一生居たまえ（板前）…」
    - 「夏ほど熱い恋しても、そのうち必ず飽き（秋）が来る…」
    - 「電話が鳴ってる取ってよと、私はあんたをこき（子機）使う…」
    - 「寒い季節にゃうどんもいいが、私はあんたのそば（蕎麦）がいい…」
    - 「毎日、毎日きりたんぽ。こんな生活もう飽きた（秋田）…」
    - 「今日もおいしく明太子。博多の女は粒ぞろい…」
    - 「いつもクールな僕だけどあんたといるとホッとする…」
    - 「お茶の入れ方知らない嫁にあーだこーだと茶々入れる…」
    - 「奈良には鹿しかいないけど私にゃあんたしか(鹿)いない…」
    - 「佐賀県生まれのバレー選手はアタックよりもトス(鳥栖)が好き」

  - オチ
    - 「お後がよろしいようで」

## 略歴
- 2004年第1回かしはら万葉お笑いグランプリ優勝
- 2007年第42回上方漫才大賞新人賞
- 2007年第5回MBS新世代漫才アワード本戦進出
- 2008年第29回ABCお笑い新人グランプリ新人賞
- 2008年第6回MBS新世代漫才アワード本戦進出
- 2009年第7回MBS新世代漫才アワード本戦進出

## エピソード
- 単独ライブでけいちが落語を披露し、ヒマを持て余していた鈴木が舞台裏でマネージャーに怒られるということがあった。
- Jリーグ京都パープルサンガの応援番組で司会をやっていて、その当時在籍していた現ガンバ大阪アシスタントコーチの児玉新と仲がいい。
- 2011年1月10日に、けいちのブログにて解散を報告した。

## 出演

### テレビ
- 大阪情報箱（テレビ大阪）
- お笑い登龍門（フジテレビ）
- 上方演芸ホール（NHK大阪放送局）
- 爆笑オンエアバトル（NHK総合）戦績8勝8敗 最高513KB
- オンバト+（NHK総合）戦績2勝0敗 最高497KB
- みてハッスルきいてハッスル（NHK教育、2006年度） - レギュラー（鈴木のみ）
- サンガ@LOVE（KBS京都、2006年4月 - 2007年12月） - レギュラー
- あほやねん!すきやねん!（NHK大阪放送局 、- 2010年3月）
- ますだおかだ角パァ!（朝日放送）
- ジャイケルマクソン（毎日放送）
- 金曜いただきッ!（サンテレビ） - レギュラー
- のろしWOあげろ（静岡放送、2009年4月 -） - レギュラー
- ちゅーチューステーション（KBS京都、2009年4月 -）レギュラー
- 爆笑レッドカーペット（フジテレビ、2009年8月22日初出演、キャッチコピーは「笑いと共に舞い上がれ」）
- もらえるドットTV（KBS京都） - けいちのみ
- おはよう朝日です（朝日放送、2013年5月 -） - リポーター（鈴木のみ）

### ラジオ
- のろしのめっさGO!（四国放送、2007年10月 - 2008年9月)

## 参照
1. ↑  麻布台出版社「お笑いポポロ」2006年8月号　より。
2. ↑  キクモトスズキ･菊元のガンガンブログ 2011年8月7日 Archived 2013年5月1日, at the Wayback Machine.より。